# Diospyros tarim
Diospyros tarim är en tvåhjärtbladig växtart som beskrevs av B. Walln. Diospyros tarim ingår i släktet Diospyros och familjen Ebenaceae. Inga underarter finns listade i Catalogue of Life.